# Sección de comuna (Francia)
En Francia, una sección de comuna es una división administrativa de carácter subnacional, creada al suprimirse por una parte los cantones de algunos departamentos franceses, al pasar estos a ser una colectividad territorial única, y por otra parte, por fusión de comunas, y cuyo fin es la de servir como circunscripción electoral.

## Guayana Francesa
A principios del año 2015, en aplicación de la Ley n.º 2011-884, de 27 de julio de 2011, relativa a las colectividades de Guayana Francesa y Martinica, y específicamente de su artículo 8.º, apartado L558-3, se suprimieron los cantones de Guayana Francesa y se aplicaron las secciones de nueva creación.

### Composición
La colectividad de Guayana Francesa comprende una circunscripción electoral formada por ocho secciones:
| Nombre Sección        | Composición                                         | Cantón anterior                                                                              | Distrito              |
| --------------------- | --------------------------------------------------- | -------------------------------------------------------------------------------------------- | --------------------- |
| Alto Maroni           | Apatou, Grand-Santi, Maripasoula, Papaichton y Saül | Maripasoula                                                                                  | San Lorenzo de Maroni |
| Bajo Mana             | Awala-Yalimapo y Mana                               | Mana                                                                                         | San Lorenzo de Maroni |
| Cayena                | Cayena                                              | Cayena-Centro, Cayena-Noreste, Cayena-Noroeste, Cayena-Sur, Cayena-Sureste y Cayena-Suroeste | Cayena                |
| Gran Corona           | Macouria, Montsinéry-Tonnegrande y Roura            | Macouria, Montsinéry-Tonnegrande y Roura                                                     | Cayena                |
| Oyapoque              | Camopi, Ouanary, Régina y San Jorge de Oyapoque     | Approuague-Kaw y San Jorge de Oyapoque                                                       | Cayena                |
| Pequeña Corona        | Matoury y Rémire-Montjoly                           | Matoury y Rémire-Montjoly                                                                    | Cayena                |
| Sabanas               | Iracoubo, Kourou, Saint-Élie y Sinnamary            | Iracoubo, Kourou y Sinnamary                                                                 | Cayena                |
| San Lorenzo de Maroni | San Lorenzo de Maroni                               | San Lorenzo de Maroni                                                                        | San Lorenzo de Maroni |

## Martinica
A principios del año 2015, en aplicación de la misma Ley que se aplicó a Guayana Francesa y en el caso de Martinica específicamente de su artículo 8.º, apartado L558-7, se suprimieron los cantones de Martinica y se aplicaron la secciones de nueva creación:

### Composición
La colectividad de Martinica comprende una circunscripción electoral formada por cuatro secciones:
| Nombre Sección | Composición         | Comunas | Cantón anterior | Distrito                                              |
| -------------- | ------------------- | --- | --- | ----------------------------------------------------- |
| Centro         | 1.ª Circunscripción | La Trinité, Le François, Le Gros-Morne, Le Lamentin y Le Robert | La Trinité, Le François-1-Norte, Le François-2-Sur, Le Gros-Morne, Le Lamentin-1-Sur-Burgo, Le Lamentin-2-Norte, Le Lamentin-3-Este, Le Robert-1-Sur y Le Robert-2-Norte                                                             | La Trinité (3), Fort-de-France (1) y Le Marin (1)     |
| Fort-de-France | 3.ª Circunscripción | Fort-de-France | Fort-de-France-1, Fort-de-France-2, Fort-de-France-3, Fort-de-France-4, Fort-de-France-5, Fort-de-France-6, Fort-de-France-7, Fort-de-France-8, Fort-de-France-9 y Fort-de-France-10                                                 | Fort-de-France                                        |
| Norte          | 2.ª Circunscripción | Basse-Pointe, Bellefontaine, Case-Pilote, Fonds-Saint-Denis, Grand'Rivière, L'Ajoupa-Bouillon, Le Carbet, Le Lorrain, Le Marigot, Le Morne-Rouge, Le Morne-Vert, Le Prêcheur, Macouba, Saint-Joseph, Saint-Pierre, Sainte-Marie y Schoelcher | Basse-Pointe, Case-Pilote-Bellefontaine, L'Ajoupa-Bouillon, Le Carbet, Le Lorrain, Le Marigot, Le Morne Rouge, Le Prêcheur, Macouba, Saint-Pierre, Saint-Joseph, Sainte-Marie-1-Norte, Sainte-Marie-2-Sur, Schœlcher-1 y Schœlcher-2 | La Trinité (5), Saint-Pierre (5) y Fort-de-France (2) |
| Sur            | 4.ª Circunscripción | Ducos, Le Diamant, Le Marin, Les Anses-d'Arlet, Les Trois-Îlets, Le Vauclin, Rivière-Pilote, Rivière-Salée, Saint-Esprit, Sainte-Anne y Sainte-Luce                                                                                          | Ducos, Le Diamant, Le Marin, Les Anses-d'Arlet, Les Trois-Îlets, Le Vauclin, Rivière-Pilote, Rivière-Salée, Saint-Esprit, Sainte-Anne y Sainte-Luce                                                                                  | Le Marin                                              |